# 馬里斯·利耶帕
馬里斯·愛德華多維奇·利耶帕（1936年7月27日—1989年3月26日），蘇聯的芭蕾舞者，出生於拉脫維亞里加，畢業於里加舞蹈學院，1950年首度在莫斯科登台表演，1960年進入莫斯科大劇院。他的著名芭蕾舞劇作品包括《斯巴達克斯》、《天鹅湖》、《海盜》與《舞姬》等，除表演外他還參演多部電影，並在莫斯科國立舞蹈學院教授舞蹈。1980年代早期里耶帕在保加利亞索非亞的國立歌劇和芭蕾舞劇場擔任藝術總監，1989年計劃在莫斯科開設劇院，但同年因心臟病發而在莫斯科過世。
利耶帕曾獲列寧獎，並獲選苏联人民艺术家。其子安德里斯·里耶帕與其女伊尔泽·利耶帕亦為俄羅斯的芭蕾舞者。2013年，拉脫維亞國家歌劇院設立了一座舞蹈紀念碑以紀念馬里斯·里耶帕。